# Kazuo Saito
Kazuo Saito (Prefectura de Saitama, Japó, 27 de juliol de 1951) és un exfutbolista japonès.

## Selecció japonesa
Kazuo Saito va disputar 32 partits amb la selecció japonesa.